# Usina Hidrelétrica de Bocaina
Usina Hidrelétrica de Bocaina em Cachoeira Paulista  é  uma das primeiras Usinas do Estado de São Paulo. Foi construída em 1912 e ainda se encontra em funcionamento.

## Descrição
Cachoeira Paulista situa-se no setor leste do Estado no Vale da Bacia do Rio Paraíba do Sul, Sendo o município cortado pelo rio Paraíba, que possui inúmeras cachoeiras, ilhas e é navegável. A cidade possui vários atrativos naturais, entre eles destaca-se a "Cachoeira da Gruta Fria", localizada no Rio Medonha, no sopé da Serra da Mantiqueira. São cerca de 150 metros, de queda em inúmeros degraus formados na própria rocha.